# Шарл Фросар
Шарл Фросар (енгл. Charles Auguste Frossard; 26. април 1807 – 25. август 1875) био је француски генерал.

## Биографија
Фросар је учествовао у француској окупацији Алжира као капетан. Учествовао је и у Кримском рату у којем је руководио опсадним радовима пред Севастопољем. У италијанском рату за уједињење, Фросар је био начелник инжињерије француске армије. У Немачко-француском рату (1870-1) командовао је француским другим корпусом. Заробљен је приликом капитулације Меца. Након рата је обављао функцију председника француског Комитета за фортификацију.